# Феминистка икономика
Феминистката икономика в най-широк смисъл се отнася до развитието на клон на икономиката, който прилага „обектива“ на феминизма към икономиката. Изследванията под това наименование са често интердисциплинарни или хетеродоксални. Тя обхваща дебати за отношението между феминизма и икономиката на много нива: от прилагането на мейнстрийм икономическите методи към по-малко изследваните „женски“ територии до изследване на икономическата епистемология и методология.
|  | Тази страница частично или изцяло представлява превод на страницата Feminist economics в Уикипедия на английски. Оригиналният текст, както и този превод, са защитени от Лиценза „Криейтив Комънс – Признание – Споделяне на споделеното“, а за съдържание, създадено преди юни 2009 година – от Лиценза за свободна документация на ГНУ. Прегледайте историята на редакциите на оригиналната страница, както и на преводната страница, за да видите списъка на съавторите. ВАЖНО: Този шаблон се отнася единствено до авторските права върху съдържанието на статията. Добавянето му не отменя изискването да се посочват конкретни източници на твърденията, които да бъдат благонадеждни. |